# Gruppo Austin Rover
Il Gruppo Austin Rover (in inglese Austin Rover Group, abbreviato ARG) era una casa automobilistica inglese, formata nel 1981 come sottodivisione dell'azienda di proprietà statale British Leyland e deputata alla gestione dei marchi produttori di auto per la massa. Nel 1986, in seguito alla soppressione del marchio Austin, cambiò nome in Gruppo Rover.

## La storia
Nel 1981 la British Leyland, sotto la presidenza di Michael Edwardes, fu sottoposta ad un programma di ristrutturazione volto a salvarla da un quasi certo fallimento:
- i marchi di produttori di auto di lusso (Jaguar, Daimler e Lanchester) andarono a formare il gruppo Jaguar;
- i marchi Triumph, Morris, Riley e Wolseley vennero abbandonati;
- gli altri andarono a formare il Gruppo Austin Rover.

I marchi di punta del Gruppo Austin Rover erano Austin e Rover, mentre il marchio MG fu parzialmente recuperato, andando ad identificare le versioni sportive dei modelli Austin (come le MG Metro 1300 e Turbo, la MG Maestro o la MG Montego Turbo).
Il nuovo gruppo proseguì la produzione ereditata dalla British Leyland, e introdusse le nuove medie Maestro e Montego (1983 e 1984, che sostituivano le anziane Allegro, Marina e Maxi), frutto del progetto LC10 su cui Edwardes aveva concentrato i maggiori sforzi, e le Rover serie 200 (1984) e Serie 800 (1986), primi frutti della joint-venture firmata nel 1979 con la Honda, dopo la Triumph Acclaim del 1981.
Il mancato decollo della Maestro e della Montego, solo parzialmente attenuati dal successo della Metro, nel 1986 persuasero il governo di Margaret Thatcher a imporre Graham Day al vertice della British Leyland, con lo scopo di riorganizzare l'azienda per poi privatizzarla. La strategia di Day era quella di dare della casa un'immagine più prestigiosa concentrando gli sforzi sui marchi che riteneva più forti, Rover ed MG. Al contrario, Day vedeva il marchio Austin come un relitto degli anni Sessanta, che evocava insuccessi ed automobili poco amate (è sua la famosa dichiarazione secondo cui «i giovani non vogliono guidare una Austin»), così fu deciso che il marchio doveva essere soppresso.
Così nel luglio 1986 il Gruppo Austin Rover cambiò nome in Gruppo Rover.

## Modelli lanciati
Ereditati dalla British Leyland
- Rover SD1
- Austin Metro

Nuovi
- Austin Maestro (1983)
- Austin Montego (1984)
- Rover serie 200 (1984)
- Rover Serie 800 (1986)

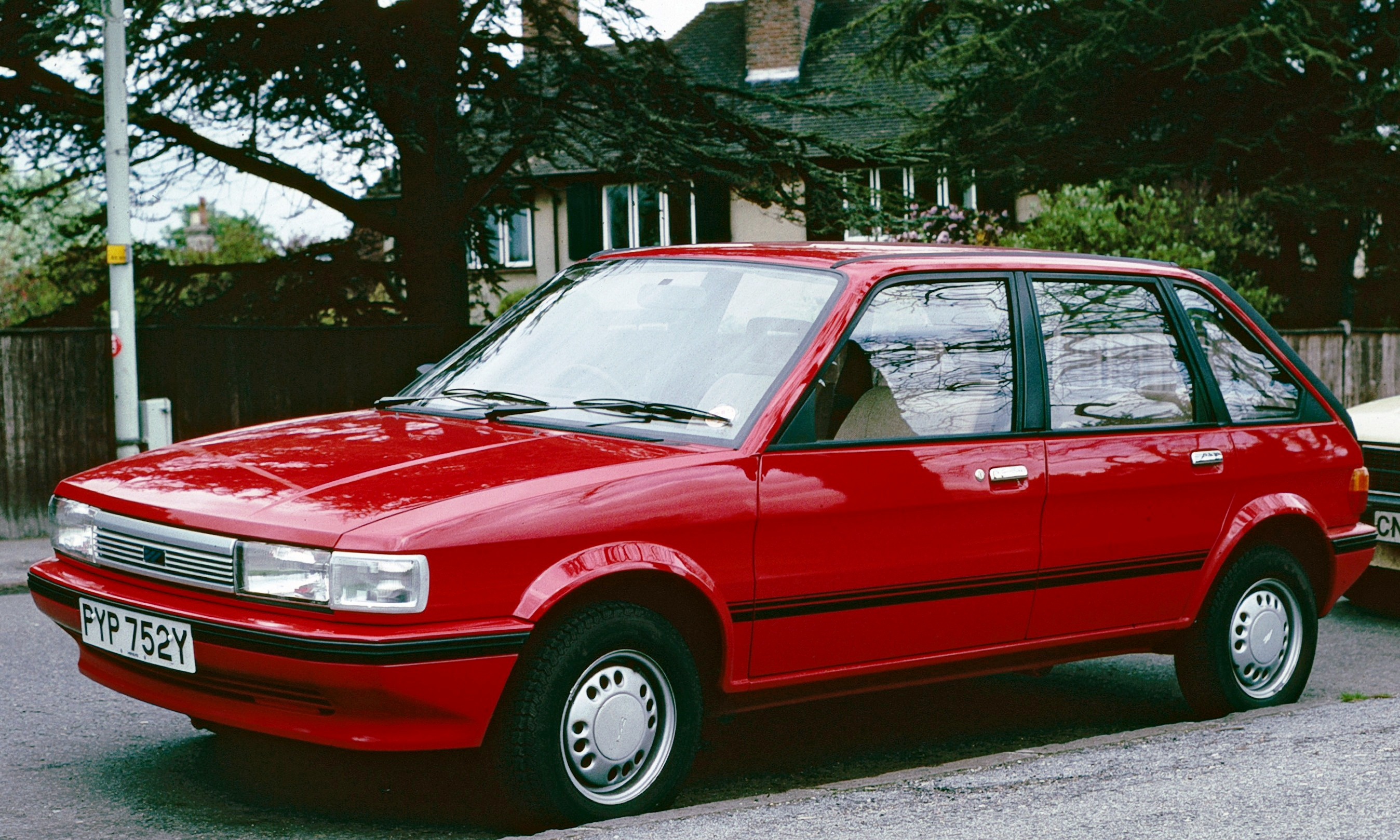
Austin Maestro
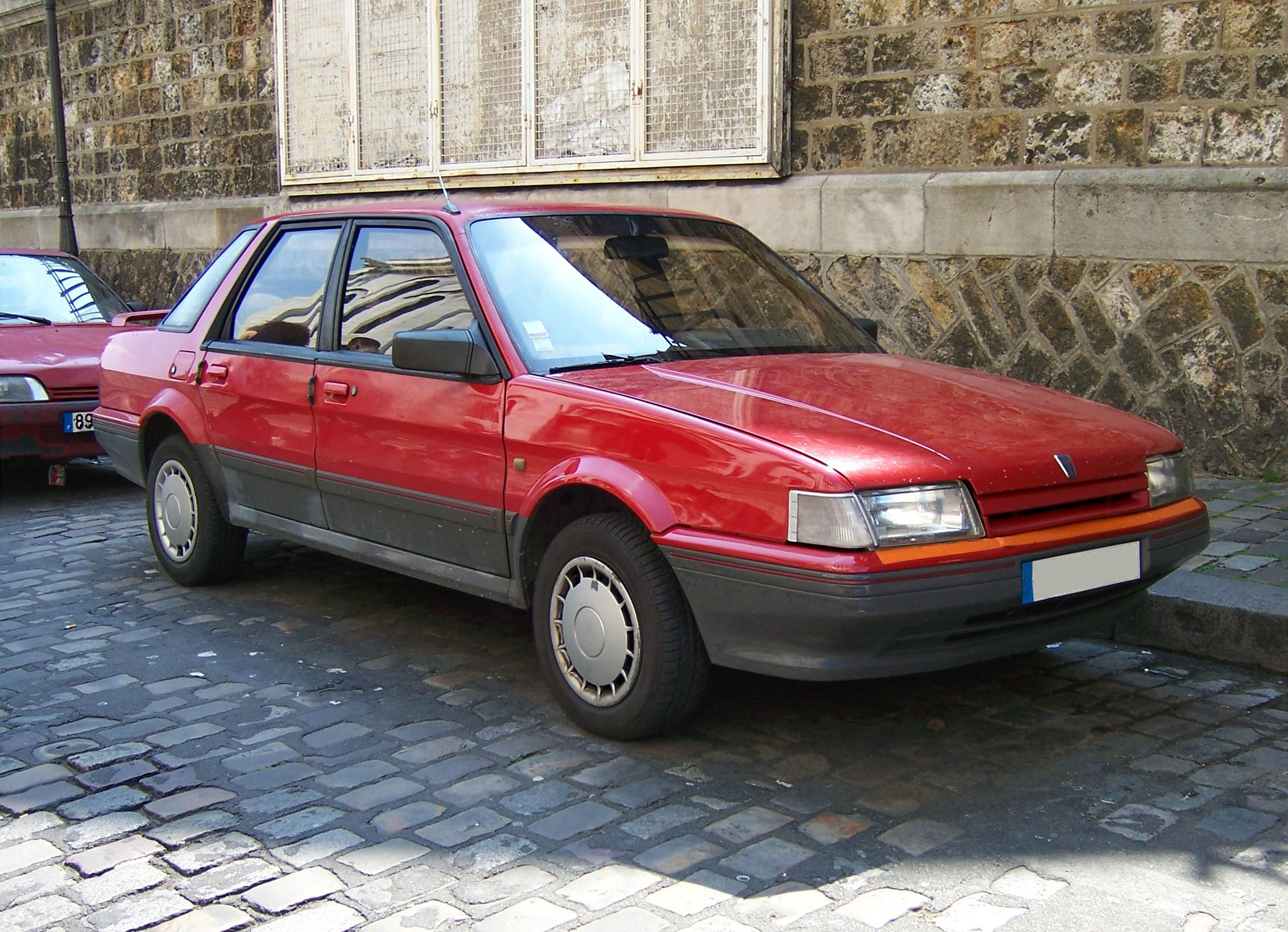
Austin Montego
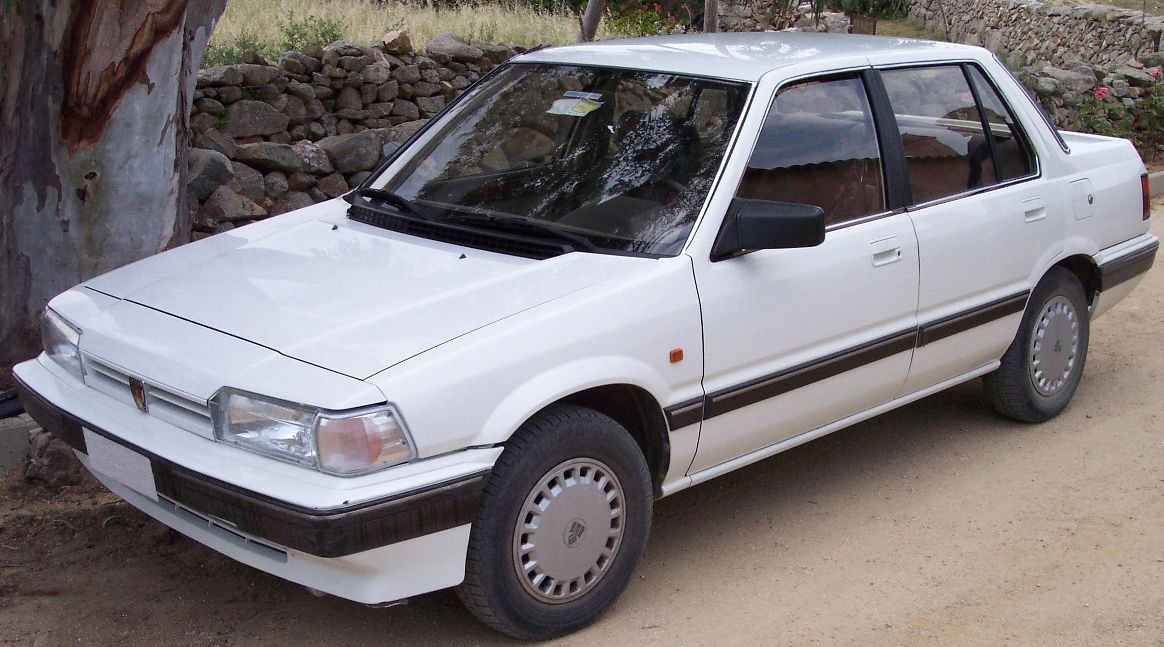
Rover serie 200
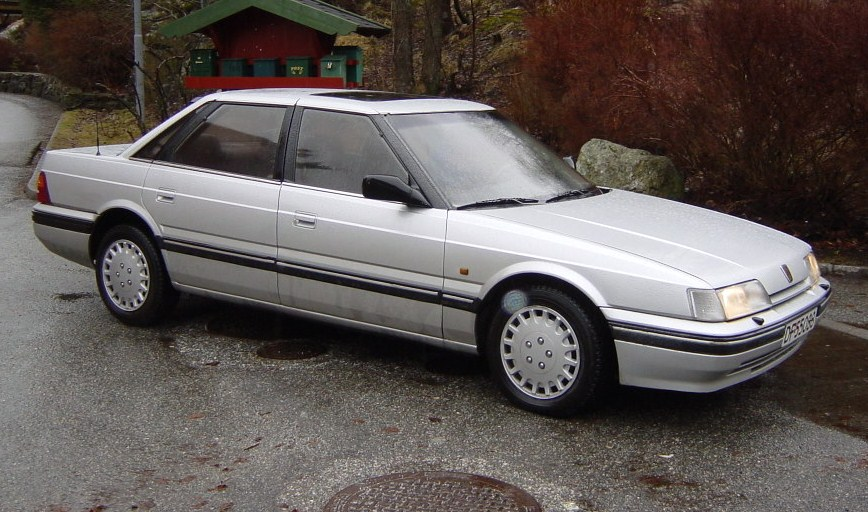
Rover Serie 800